# Российский химический журнал
Российский химический журнал (ЖРХО им. Д. И. Менделеева) — научный журнал, издаваемый Российским химическим обществом имени Д. И. Менделеева.
Основан в 1956 году под названием «Журнал Всесоюзного химического общества им. Д. И. Менделеева». После роспуска Всесоюзного химического общества в 1993 году переименован в «Российский химический журнал».
В журнале публикуются в основном аналитические обзорные работы, посвящённые проблемам химической науки, технологии и образования, но также оригинальные статьи и краткие сообщения. Все номера журнала являются тематическими, и посвящены определённой области науки или технологии. Главный редактор —  член-корреспондент РАН О.И. Койфман.
«Российский химический журнал» выходит только на русском языке; на английском языке статьи журнала публикуются в англоязычной версии «Журнала общей химии» — Russian Journal of General Chemistry.
Часть номеров журнала свободно доступна на сайте ChemNet.ru (химический факультет МГУ). Номера с 2006 по 2011 год представлены в Научной электронной библиотеке eLibrary.ru. Импакт-фактор РИНЦ 2009 года — 0.932. «Российский химический журнал» включён в список журналов ВАК, индексируется и реферируется Chemical Abstracts, Chemistry Citation Index, Current Chemical Reactions, Index Chemicus, The ISI Alerting Services, Reaction Citation Index, Science Citation Index, Science Citation Index Expanded, SCOPUS.